# 122-mm-Haubitze D-30 (2A18)
Die 122-mm-Haubitze D-30 (2A18) (russisch: 122-мм гаубица Д-30 (2А18)) ist eine in der Sowjetunion entwickelte Feldhaubitze mit einem Kaliber von 121,92 Millimeter. In den 1950er-Jahren entwickelt ist sie bis heute im Einsatz und zählt zu den weltweit am weitesten verbreiteten Feldhaubitzen.

## Entwicklung
Die D-30 wurde als Nachfolgemodell für die 122-mm-Haubitze M1938 (M-30) entworfen. Die Entwicklung begann im Jahr 1954 unter der Leitung von F. F. Petrow, im Sawod No. 9 (Werk Nr. 9, russ. Завод № 9) in Swerdlowsk. Die ersten Geschütze wurden im Jahr 1960 an die Sowjetarmee ausgeliefert. Serienfertigung erfolgte in der Maschinenbaufabrik 172 Motowilichinskije sawody. Später wurde die D-30 auch in der Panzerhaubitze 2S1 verbaut. Die Bezeichnung der D-30 lautet in der Hauptverwaltung für Raketen und Artillerie (GRAU) 2A18.

## Varianten

### Varianten aus der Sowjetunion / Russland
- 2A18: 1. Serienversion aus dem Jahr 1960.
- 2A18M: 2. Serienversion aus dem Jahr 1978. Auch 2A18A oder D-30A bezeichnet. Mit abgeänderter Mündungsbremse und Lafette.
- 2A18M1: Prototyp aus den 1990er-Jahren mit Ladehilfe.
- 2A61: Prototyp aus den 1990er-Jahren mit 152-mm-Haubitze auf gleicher Lafette.
- MTS-15 Clower: Prototyp aus dem Jahr 2024. Installiert auf einem unbemannten Kettenfahrgestell

### Varianten außerhalb der Sowjetunion / Russland
- Type 83 / PL96: Lizenzbau aus der Volksrepublik China.
- Type 85: Version auf einem Kettenfahrgestell aus der Volksrepublik China.
- SH2 / PL96: Version auf einem Lastkraftwagen aus der Volksrepublik China.
- SH3 / PCL-09: Version auf einem Lastkraftwagen aus der Volksrepublik China.
- PCL-171: Version auf einem Lastkraftwagen aus der Volksrepublik China.
- VN1 / PLL-09: Version auf einem Lastkraftwagen aus der Volksrepublik China.
- D-30 Zetros: Version auf einem Lastkraftwagen aus Algerien.
- D-30 RH M-94: Version aus Kroatien.
- HM40: Nachbau aus dem Iran, auch D-301 bezeichnet.
- HM41 Zelzal: Version auf einem Lastkraftwagen aus dem Iran.
- Saddam: Nachbau aus dem Irak.
- Khalifa-1: Version auf einem Lastkraftwagen aus dem Sudan.
- Khalifa-1 GHY-02: Version auf einem Lastkraftwagen aus dem Sudan.[3]
- D-30J: Nachbau aus Serbien.
- Soko SP RR122 Sora: Version auf einem Lastkraftwagen aus Serbien.
- T-122: Version auf einem T-34-Kettenfahrgestell aus Ägypten.
- SP122 SPG: Version auf einem M109-Kettenfahrgestell aus Ägypten.
- M1977 Chuch'e-Po: Version auf einem Kettenfahrgestell aus Nordkorea.
- Semser: Version auf einem Lastkraftwagen aus Israel & Kasachstan.

## Technik

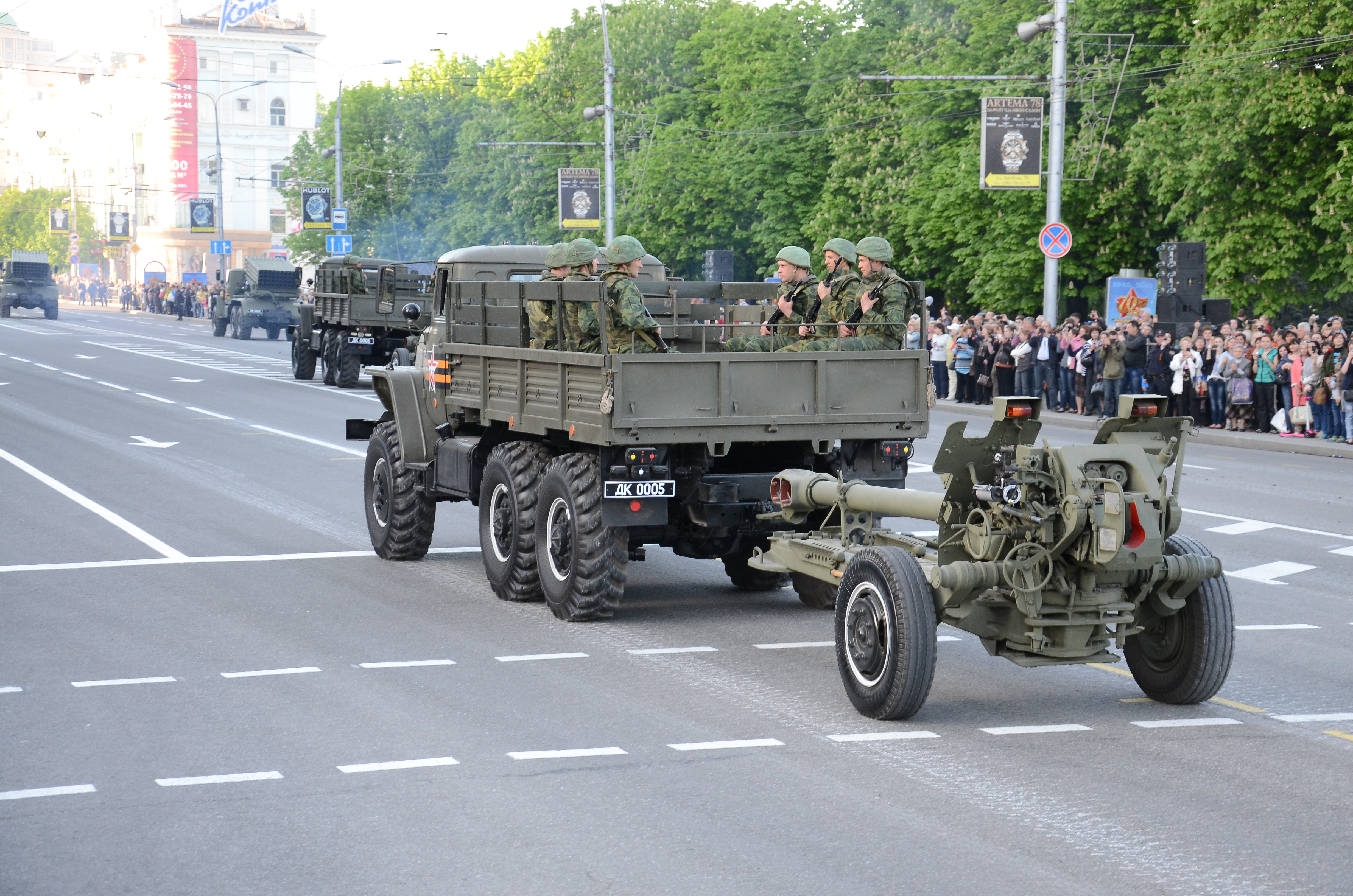
D-30A in Marschlage

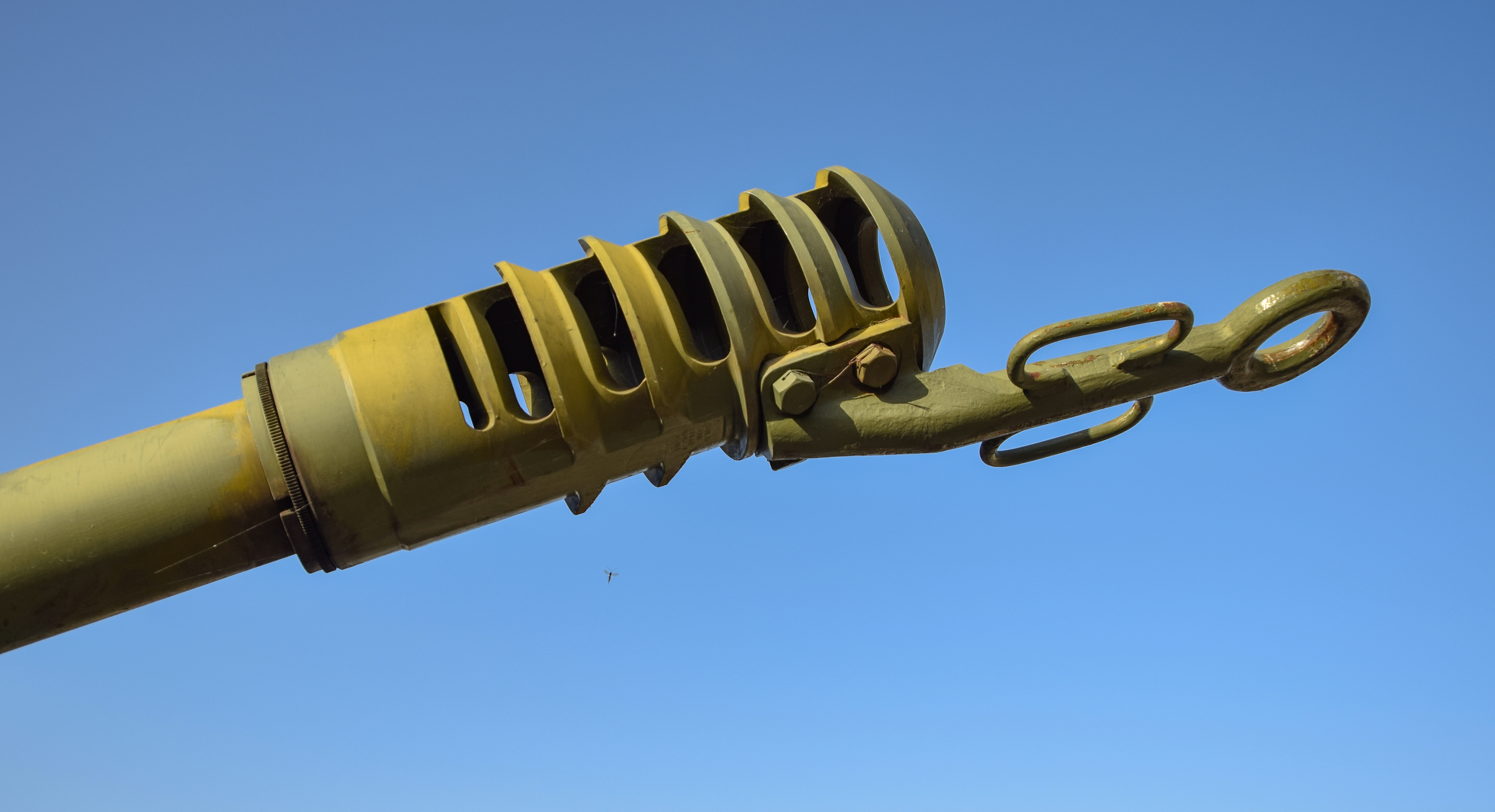
Kupplungsauge unter der Mündungsbremse

Die D-30 ist eine Feldhaubitze mit Kraftzugsystem und wurde sowohl für den Artilleriekampf wie auch zur Panzerbekämpfung konzipiert. Die robuste Konstruktion zeigt das Muster einer zweirädrigen Spreizlafette mit drei Holmen. Das Geschütz wiegt in schussbereiter Stellung 3.210 kg und fahrbereit 3.290 kg. In schussbereiter Stellung ist das Geschütz 7,80 m lang und fahrbereit 5,40 m. Die Höhe variiert zwischen 1,95 m in fahrbereiter und 1,60 m in feuerbereiter Stellung. Die Bodenfreiheit misst 325 mm und die Breite auf der Fahrbahn beträgt 1,95 m. Beim Straßentransport sind die Holme in Fahrrichtung unter dem Geschützrohr zusammengeklappt. Dabei fungiert das Geschützrohr als Deichsel und ruht mit dem unter der Mündungsbremse angebrachten Kupplungsauge auf der Anhängerkupplung am Zugfahrzeug. Zum Straßentransport können z. B. Lastkraftwagen Ural-375, Ural-4320 oder Kettenfahrzeuge MT-LB und verwendet werden. Die maximal zulässige Zuggeschwindigkeit beträgt 80 km/h auf der Straße und 20 km/h im Gelände. Für Luftlandetruppen kann die D-30 auf einer speziellen Transportpalette in ein Transportflugzeug verladen und an einem Fallschirm abgeworfen werden. Weiter kann die D-30 auch mit den Hubschraubern Mi-8 „Hip“ und Mi-26 „Halo“ transportiert werden.

### Geschütz

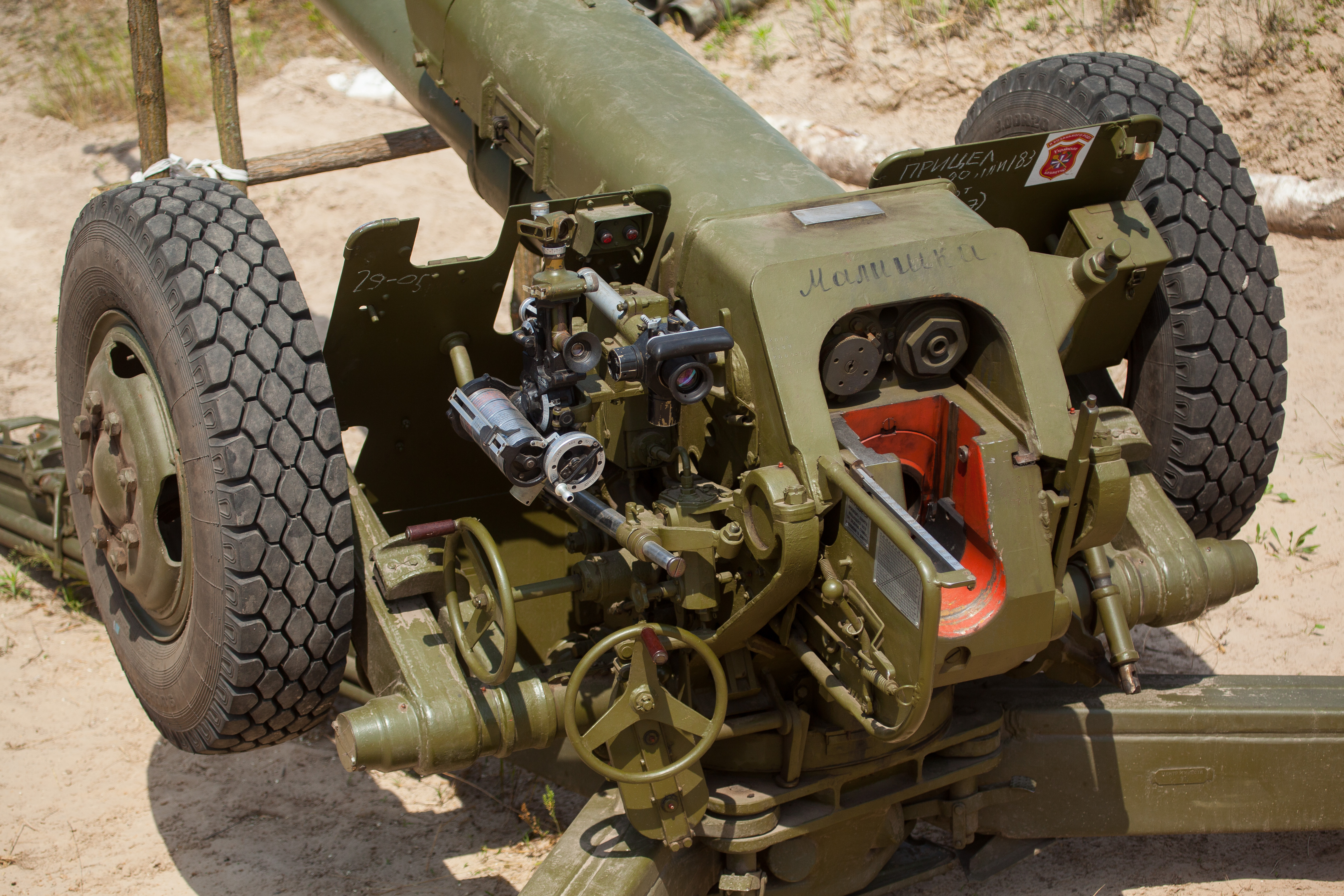
D-30 Verschluss und Richtmittel

Die D-30 verwendet ein Geschützrohr mit 38 Kaliberlängen (L/38) mit 36 Zügen und am Geschütz ist ein Schutzschild montiert. Das Kaliber beträgt 121,92 mm was 48 Linien entspricht. Bei der Rohrwiege auf dem Geschützrohr sind die hydropneumatische Rohrbremse und Rohrvorholer montiert. Links daneben befinden sich die Bedienelemente sowie die Visiereinrichtung für den Kanonier. Für Indirektes Feuer wird die PG-1M PANTEL-Visieranlage mit dem K-1-Kollimator verwendet und mit dem OP-4M-Zielfernrohr können Ziele im Direktschuss bekämpft werden. Der Seitenrichtbereich beträgt 360° und der Höhenrichtbereich liegt bei −7° bis 70°. Hinten am Rohr sind der halbautomatische, vertikale Keilverschluss sowie die Ladungskammer angebracht. In entgegengesetzter Richtung ist am Rohrende eine Mehrkammer-Mündungsbremse montiert.
Um das Geschütz feuer- oder fahrbereit zu machen, benötigt die 7-köpfige Bedienmannschaft rund 1,5 Minuten. Dabei wird die auf der Unterlafette angebrachte Schießplattform abgesenkt und das Geschütz angehoben. Dies geschieht mit Muskelkraft mit einem an der Lafette montiertem Hydraulikheber. Danach werden die drei Holme der Spreizlafette in 120°-Stellung gebracht und das Geschütz auf die Holme abgesenkt. Am Ende der Holmen befinden sich Erdsporne die sich dabei ins Erdreich bohren und die Rückstoßkraft in das Erdreich ableiten. Um die Stellung wieder zu verlassen, werden 2,5 Minuten benötigt.
Das Geschütz wird von den Kanonieren manuell geladen. Kurzzeitig ist eine Schussfolge von 8 Schuss pro Minute möglich. Danach muss die Schussfolge, infolge der thermischen Beanspruchung des Geschützrohres, auf ein bis zwei Schuss pro Minute reduziert werden. Mit der D-30 können innerhalb einer Stunde rund 75 Schuss abgefeuert werden.

### Munition

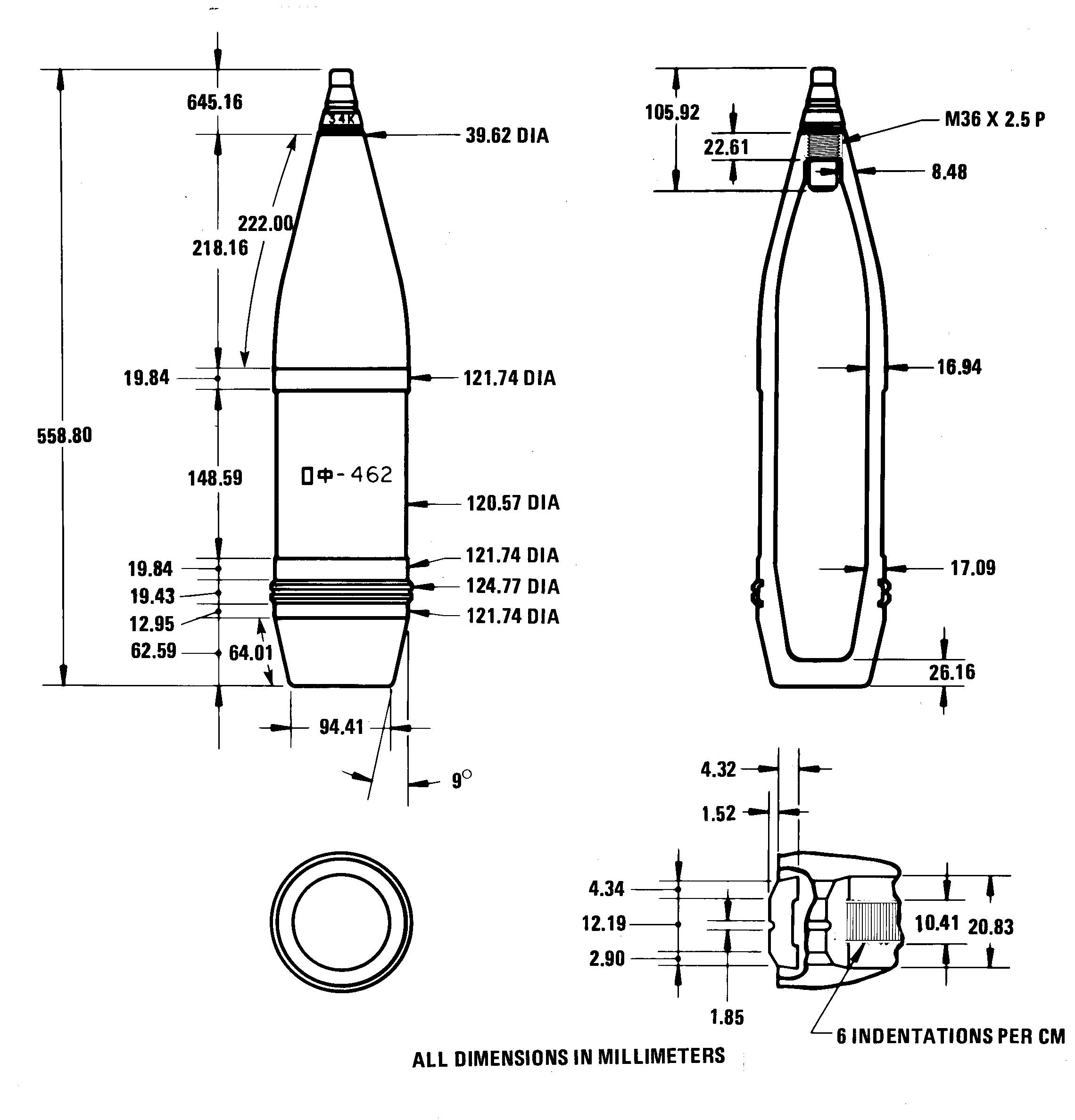
53-OF-462-Sprenggranate

Die D-30 verwendet halbgetrennte Munition mit Kartuschen aus Messing. Die Kartuschen werden vor dem Ladevorgang mit bis zu drei Treibladungsbeuteln vom Typ 4B9, 4B10 oder 4B11 bestückt. Vor dem Ladevorgang wird die beladene Kartusche auf das Geschoss aufgesteckt. Der beim Abschuss maximal zulässige Gasdruck beträgt 2.500 bar. Nach der Schussabgabe wird die leere Kartusche ausgeworfen und kann neu beladen werden. Mit der D-30 wird folgende Munition verwendet:
| Kompletter Schuss | Geschoss  | Geschosstyp                          | Gewicht   | Füllung                | {\displaystyle v_{0}} | Schussdistanz |
| ----------------- | --------- | ------------------------------------ | --------- | ---------------------- | --------------------- | ------------- |
| 3WOF5/6/47/48     | 53-OF-462 | Sprenggranate                        | 21,7 kg   | 3,5 kg Amatol          | 690 m/s               | 15,2 km       |
| 3WOF14/15         | 3OF7/8    | Sprenggranate                        | 21,7 kg   | 2,9 kg TNT             | 690 m/s               | 15,2 km       |
| 3WOF29/30         | 3OF24     | Sprenggranate                        | 21,7 kg   | 3,9 kg A-IX-2          | 690 m/s               | 15,2 km       |
| 3WOF81/82         | 3OF56     | Sprenggranate                        | 21,8 kg   | 4,1 kg A-IX-2          | 690 m/s               | 17,3 km       |
| 3WOF462           | 3OF20     | Sprenggranate mit Raketenantrieb     | unbekannt | A-IX-2                 | unbekannt             | 21,9 km       |
| 3WOF29/30         | 3WSh1/4   | Schrapnellgranate                    | 21,7 kg   | 7.000 Flechettes       | 690 m/s               | 15,1 km       |
| 3WD2/3            | 53-D-462  | Rauch/-Brandgranate                  | 21,7 kg   | 2,1 kg Weißer Phosphor | 690 m/s               | 15,2 km       |
| 3WS2/3            | 53-S-463  | Leuchtgranate                        | 21,9 kg   | 1 Leuchtkörper         | unbekannt             | 15,2 km       |
| 3WS12/14          | 3S4       | Leuchtgranate                        | 21,4 kg   | 1 Leuchtkörper         | 687 m/s               | 15,1 km       |
| 3WA2/4            | 3A1       | Agitationsgeschoss                   | 21,5 kg   | Flugblätter            | 687 m/s               | 15,2 km       |
| 3WBK3/12          | 3BK6      | Hohlladungsgeschoss                  | 21,6 kg   | 1,6 kg A-IX-1          | 740 m/s               | 0,8 km        |
| 3WBK9             | 3BK13     | Hohlladungsgeschoss                  | 18,2 kg   | 1,8 kg Hexogen         | 726 m/s               | 1,3 km        |
| unbekannt         | unbekannt | EloKa-Geschoss                       | 21,7 kg   | Störsender             | 690 m/s               | 15 km         |
| 3OF69             | Kitolow-2 | Präzisionsgelenkte Artilleriegranate | 28 kg     | 5,5 kg TNT             | unbekannt             | 14 km         |

Neben den oben genannten Geschossen kann die D-30 auch die ältere Munition von Vorgängermodellen wie der M-30 verschießen. Während des Kalten Kriegs standen für die D-30 auch Geschosse mit den Chemischen Kampfstoffen Lewisit, Sarin und Soman bereit. Für die D-30 sind auf dem internationalen Markt eine Vielzahl Geschosse erhältlich. So erreichen z. B. die von Norinco entwickelten ERFB-Geschosse Schussdistanzen von über 22 km. Weiter werden auch verschiedene Cargogeschosse mit 18–30 Bomblets für die D-30 produziert. Ebenso stehen für die D-30 Exerzier- und Übungsgeschosse zur Verfügung.

## Gefechtsgliederung
In der Sowjetarmee war jedem mot. Schützenregiment eine Abteilung mit drei Batterien mit jeweils sechs D-30 zugeteilt. Daneben wurde die D-30 auch in der Divisionsartillerie bzw. in der Divisionsartilleriegruppe dieser Truppen eingesetzt. Bei den sowjetischen Luftlandetruppen war jeder Luftlandebrigade eine Artillerieabteilung mit drei Batterien mit jeweils vier D-30 zugeteilt. Daneben fand die D-30 auch bei der Küstenverteidigung Verwendung.

## Nutzerstaaten
- Afghanistan – 508 (aus russischen und slowakischen Beständen)
- Algerien – 200
- Angola – 523 (aus russischen und kasachischen Beständen)
- Armenien – 69 (z. T. aus russischen Beständen)
- Aserbaidschan – 423
- Ägypten – 220
- Äthiopien – 309 (aus russischen und kasachischen Beständen)
- Bangladesch – 54 (aus China)
- Belarus – 202
- Benin – unbekannte Anzahl
- Bosnien und Herzegowina – 268
- Bulgarien – 282
- Burundi – 18
- Volksrepublik China – 964
- Costa Rica – unbekannte Anzahl
- Demokratische Republik Kongo – unbekannte Anzahl (aus ukrainischen Beständen)
- Deutsche Demokratische Republik – 395
- Dschibuti – 9
- Eritrea – 19
- Estland – 42 (aus finnischen Beständen)
- Finnland – 276 (z. T. aus DDR-Beständen) lokale Bezeichnung H 63
- Georgien – 58 (aus tschechischen Beständen)
- Ghana – 6
- Guinea-Bissau – 18 (aus russischen Beständen)
- Indien – 550
- Irak – 576
- Iran – 550
- Israel – 70 (Beutegeschütze)
- Jemen – 150
- Kambodscha – 40 (aus russischen Beständen)
- Kasachstan – 400
- Kirgisistan – 72
- Kroatien – 52
- Kuba – 150
- Laos – 30
- Libanon – 40
- Libyen – 270
- Madagaskar – 12 (aus russischen Beständen)
- Mali – 8 (aus russischen Beständen)
- Marokko – 50
- Mauretanien – 20
- Mazedonien – 142
- Moldau – 18 (aus rumänischen Beständen)
- Mongolei – 120
- Montenegro – 12
- Mosambik – 20 (aus russischen Beständen)
- Mauretanien – 20 (aus ukrainischen Beständen)
- Myanmar – 100
- Nicaragua – 67 (aus russischen Beständen)
- Nigeria – 48 (aus Serbien und China)
- Niger – 20 (aus ukrainischen Beständen)
- Nordkorea – 200
- Oman – 30
- Pakistan – 190 (aus China), lokale Bezeichnung PRC
- Peru – 66 (aus russischen und tschechischen Beständen)
- Polen – unbekannte Anzahl
- Republik Kongo – 100
- Ruanda – 6 (aus ägyptischen Beständen)
- Rumänien – unbekannte Anzahl
- Russland – 2.640 (ursprünglich rund 4.600 Stk. in Bestand)
- Sambia – 25
- Serbien – 80
- Seychellen – 3 (aus russischen Beständen)
- Sierra Leone – 6 (aus China)
- Simbabwe – 4
- Slowakei – 52
- Somalia – 12
- Sudan – 25 (aus China und aus ukrainischen Beständen)
- Südafrika – 16 (Beutegeschütze)
- Syrien – 500
- Tadschikistan – 13 (aus russischen Beständen)
- Tansania – 20
- Tschechien – 150
- Turkmenistan – 350
- Uganda – 9 (aus slowakischen Beständen)
- Ukraine – 390
- Usbekistan – 60
- Vietnam – 50
- Zaire – 20

Quellen:

## Lieferung ehemals deutscher D-30 an die Ukraine
Um die Lieferung von fünf Haubitzen des Typs aus DDR-Beständen entbrannte Anfang 2022 eine Debatte, nachdem Deutschland die Weitergabe an die Ukraine durch Estland verhindert hatte. Als Begründung wurde seitens der Bundesregierung unter anderem angegeben, dass zu prüfen sei, ob es sich bei der Lieferung von Haubitzen um eine Lieferung defensiver Waffen mit letalen Folgen handeln könnte, da eine Lieferung letaler Waffen in Krisengebiete ausgeschlossen sei. Dies wurde insbesondere mit Verweis auf Lieferungen von Panzerabwehrraketen als defensive Waffen an die Peschmerga kritisiert. Erst im Laufe der russischen Invasion der Ukraine gab die Bundesregierung ihren Widerstand gegen die Lieferung am 26. Februar 2022 auf.